# Liban aux Jeux paralympiques d'été de 2012

Le Liban participe aux Jeux paralympiques d'été de 2012 à Londres du 29 août au 9 septembre. Il s'agit de sa troisième participation aux Jeux paralympiques depuis les Jeux paralympiques d'été de 2000, le Liban n'ayant pas participé aux Jeux paralympiques d'été de 2004. Durant ses trois participations, le Liban a déjà gagné deux médailles de bronze en 2008 grâce à Edward Maalouf.
Le Liban met à sa disposition un seul et unique athlète pour ces Jeux.

## Cyclisme
Hommes
- Edward Maalouf